# Busowisko (przystanek kolejowy)
Busowisko (ukr. Бусовисько) – przystanek kolejowy w miejscowości Busowisko, w rejonie samborskim, w obwodzie lwowskim, na Ukrainie. Położony jest na linii Sambor – Czop.
Stacja kolejowa została otwarta w 1905, gdy tereny te należały do Austro-Węgier. Zdegradowana do roli przystanku w okresie sowieckim.